# キヤノン PowerShot S90
Canon PowerShot S90は、2009年10月9日にキヤノンより発売されたコンパクトデジタルカメラである。

## 概要
2005年10月に発売されたPowerShot S80から名称が継承されているが、4年振りのフルモデルチェンジとなり、全く別のモデルとして発売されている。
撮像素子は、同時に発表されたPowerShotシリーズのハイエンドモデルであるPowerShot G11と共通の、新開発1/1.7型有効1,000万画素CCDで、35mmフィルム換算で28-105mm相当の3.8倍ズームレンズを搭載する。同時発売されたG11の先代機であるPowerShot G10は有効1,470万画素のCCDを搭載していたが、高感度撮影時のノイズ低減とダイナミックレンジ拡大のため画素数が1,000万画素まで落とされている。
2010年8月26日には同社のデジタル一眼レフカメラ用交換レンズに採用されていた手ブレ補正機構、ハイブリッドISをコンパクトデジタルカメラとしては初めて採用した後継機種PowerShot S95が発売された。

### 主な仕様
- 撮影素子 - 1/1.7型CCD
- 有効画素数 - 約1,000万画素（総画素1,040万画素）
- 焦点距離 - 28-105mm（35mmフィルム換算）
- 開放F値 - F2.0-F4.9
- 光学ズーム倍率 - 3.8倍
- 画像エンジン - DIGIC 4
- ISO感度 - 80-3200相当（ISO12800相当への拡張設定可能）
- シャッター速度 - 1/1,600-15秒
- 露出補正 - ±2段（1/3段ステップ）
- ホワイトバランス - オート、太陽光、くもり、電球、蛍光灯、蛍光灯H、ストロボ、水中、マニュアル
- 液晶モニター - 3.0型TFT液晶
- フラッシュ - 内蔵ストロボ、ストロボ撮影時にポップアップ
- 大きさ - 100.0（幅）x58.4（高さ）x30.9（奥行）mm
- 重量 - 175g（本体のみ）